# Miniatyrtulpan
Miniaturtulpan (Tulipa biflora) är en art i familjen liljeväxter. Arten har ett stort utbredningsområde, från forna Jugoslavien till Ukraina, sydvästra Sibirien, östra Turkiet, Iran, Irak, Turkmenistan, Kazakstan och Afghanistan.

## Synonymer
- Orithyia biflora (Pallas) Kunth
- Tulipa bessarabica Zapal.
- Tulipa buhseana Boissier
- Tulipa callieri Halácsy & Levier
- Tulipa koktebelica Junge
- Tulipa polychroma Stapf (Porslinstulpan[4])[5]

## Bilder

Lök av Miniatyrtulpan.
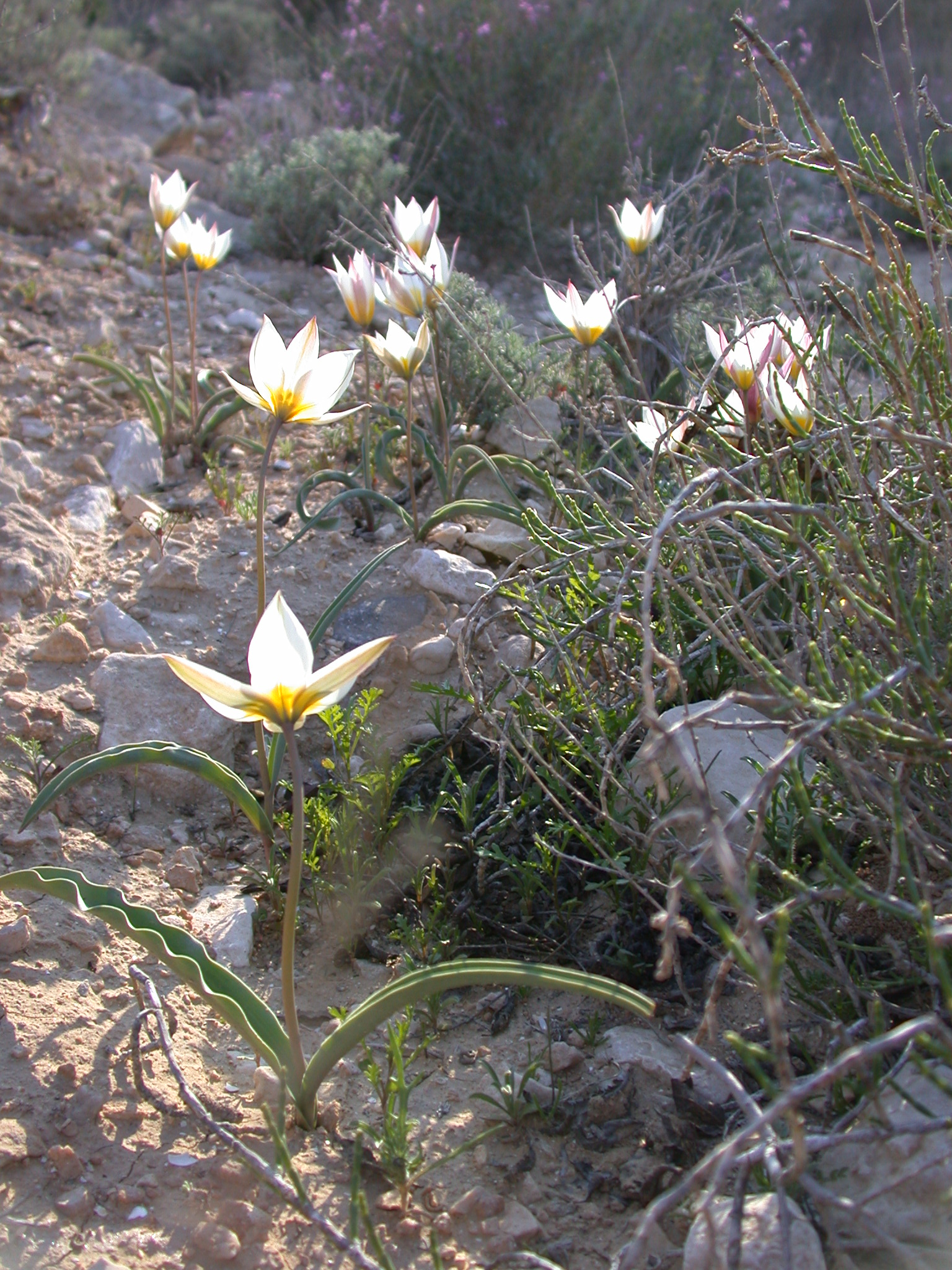
Vildväxande Miniatyrtulpaner i Israel.
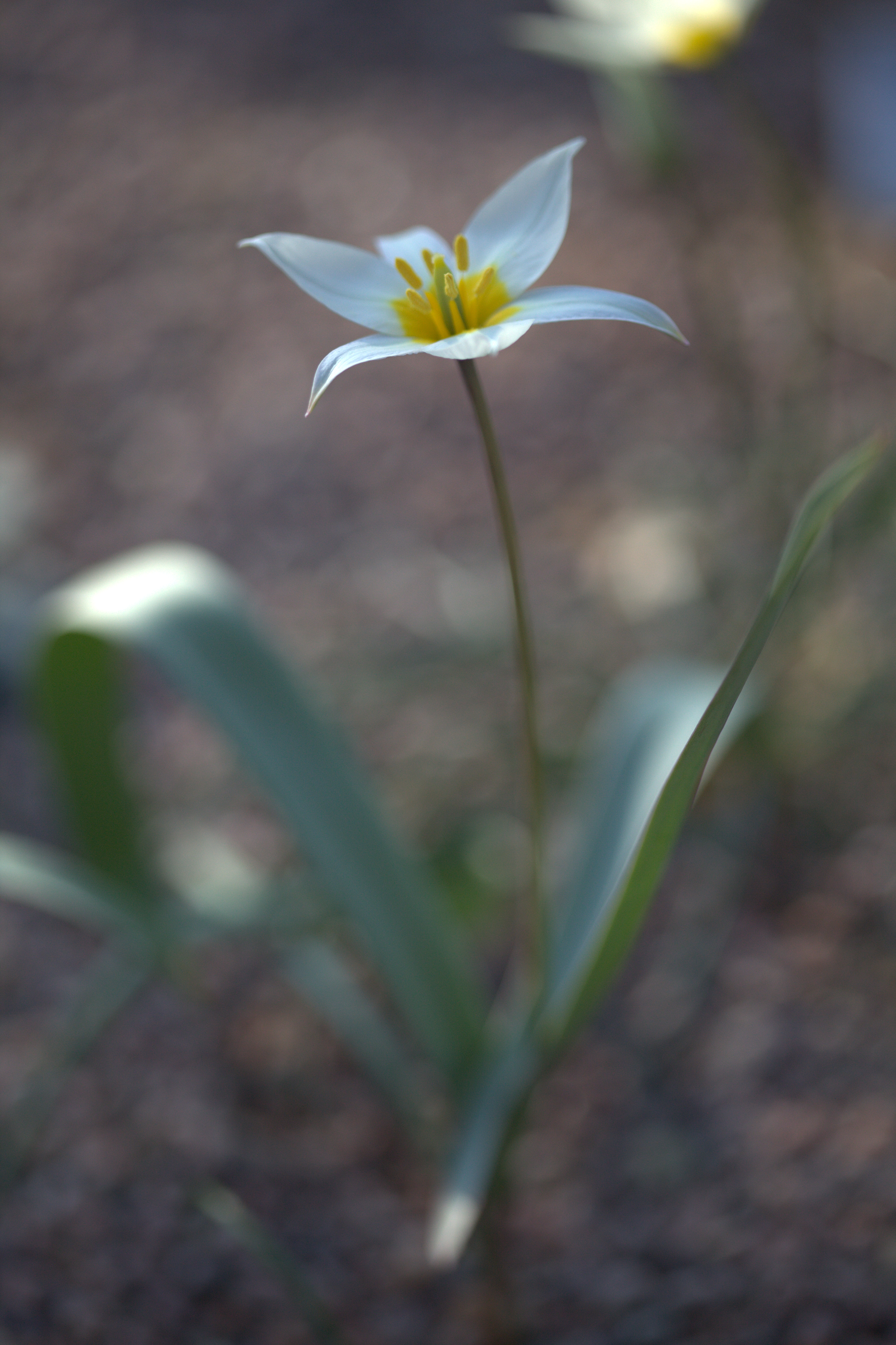
"Porslinstulpan" på Göteborgs botaniska trädgård.